# 게리 후퍼
게리 후퍼(영어: Gary Hooper, 1988년 1월 26일 ~ )는 잉글랜드의 축구 선수로 현재 UAE 2부 리그의 걸프 유나이티드에서 공격수로 뛰고 있다.

## 수상

### 클럽
그레이스 애슬레틱
- 내셔널리그 사우스 : 우승 (2004-05)
- FA 트로피 : 우승 (2004-05, 2005-06)

헤리퍼드 유나이티드
- EFL 리그 투 : 3위 (2007-08/EFL 리그 원 승격)

스컨소프 유나이티드
- EFL 리그 원 : 3위 (2008-09/EFL 챔피언십 승격)

 셀틱 FC
- 스코티시 프리미어십 : 우승 (2011-12, 2012-13), 준우승 (2010-11)
- 스코티시컵 : 우승 (2010-11, 2012-13), 4강 (2011-12)
- 스코티시 리그컵 : 준우승 (2010-11, 2011-12), 4강 (2012-13)

노리치 시티
- EFL 챔피언십 : 3위 (2014-15/프리미어리그 승격)

### 개인
- 스코티시 프리미어십 득점왕 : 2011-12 (24골)
- 스코틀랜드 선수 협회 선정 올해의 팀 : 2010-11, 2011-12
- 셀틱 FC 최다 득점자 : 2010-11 (22골), 2011-12 (29골), 2012-13 (31골)
- 스컨소프 유나이티드 최고의 선수 : 2012
- 스컨소프 유나이티드 올해의 선수상 : 2008-09
- 스코티시 프리미어십 이달의 선수상 : 2011년 11월, 2013년 1월